# Bořek Dočkal
Bořek Dočkal (sinh ngày 30 tháng 9 năm 1988) là một cầu thủ bóng đá chuyên nghiệp người Séc thi đấu ở vị trí tiền vệ và là thủ quân của câu lạc bộ Sparta Prague. Anh trước đó từng dành thời gian chơi bóng cho đội Konyaspor của Thổ Nhĩ Kỳ và đội Rosenborg của Na Uy. Dočkal đã đại diện cho Cộng hòa Séc thi đấu ở nhiều cấp độ trẻ, và là thủ quân của tuyển U-21 quốc gia, sau này anh cũng làm thủ quân của tuyển quốc gia.

## Sự nghiệp cấp câu lạc bộ

### Đầu sự nghiệp
Dočkal bắt đầu nghiệp chơi bóng tại Poděbrady. Tiền vệ này chuyển đến câu lạc bộ Slavie Prague vào năm 10 tuổi. Dočkal đã trải qua nhiều lứa trẻ của Slavia và có trận ra mắt đội một chạm trán SK Kladno. Anh ghi bàn đầu tiên cho Slavia trong trận thứ ba của mình gặp FK Teplice. Dočkal được đem cho câu lạc bộ Slovan Liberec của giải vô địch Séc mượn vào mùa đông năm 2008, nhiều tháng sau anh đã ký hợp đồng chơi bóng ở đây.
Dočkal có một năm thi đấu dạng cho mượn ở câu lạc bộ Konyaspor của giải vô địch Thổ Nhĩ Kỳ vào tháng 7 năm 2010.

### Rosenborg
Tháng 8 năm 2011 Dočkal ký hợp đồng dài hạn với câu lạc bộ Rosenborg của Na Uy. Anh đóng góp một kiến tạo trong trận đầu tiên của mình, khi Rosenborg chiến thắng 3–1 trước kình địch Molde. Tại UEFA Europa League 2012–13, anh ghi 7 bàn thắng sau 12 trận (6 bàn sau 7 trận xuyên suốt giai đoạn vòng bảng), trong đó có bàn thắng muộn vào lưới câu lạc bộ FC Ordabasy của Kazakhstan vào ngày 26 tháng 7 năm 2012, giúp cho đội hình 9 người của Rosenborg thắng chung cuộc 4–3. Sau hai năm gắn bó với Rosenborg, anh ghi được 14 bàn sau 55 trận đá ở giải vô địch quốc gia, Dočkal trở lại Cộng hòa Séc vào tháng 8 năm 2013 để ký hợp đồng 3 năm với Sparta Prague.

### Henan Jianye
Tháng 2 năm 2017, Dočkal có vụ chuyển nhượng từ Sparta Prague sang Henan Jianye để tranh tài tại Giải bóng đá ngoại hạng Trung Quốc. Vụ chuyển nhượng được cho là có giá trị 8,5 triệu euro, thuộc hàng kỷ lục đến từ giải đấu cao nhất của Séc. Dočkal có 23 trận đá chính và ghi 4 bàn thắng trong mùa giải năm 2017.

## Thống kê sự nghiệp

### Câu lạc bộ
Tính đến trận đấu ngày 8 tháng 7 năm 2020
| Câu lạc bộ                | Mùa                | Giải                 | Giải    | Giải      | Cúp     | Cúp       | Liên lục địa | Liên lục địa | Tổng cộng | Tổng cộng |
| Câu lạc bộ                | Mùa                | Giải                 | Số trận | Bàn thắng | Số trận | Bàn thắng | Số trận      | Bàn thắng    | Số trận   | Bàn thắng |
| ------------------------- | ------------------ | -------------------- | ------- | --------- | ------- | --------- | ------------ | ------------ | --------- | --------- |
| Slavia Prague             | 2006–07            | Czech First League   | 6       | 1         | 0       | 0         | –            | –            | 6         | 1         |
| SK Kladno (mượn)          | 2007–08            | Czech First League   | 14      | 2         | 0       | 0         | –            | –            | 14        | 2         |
| Slovan Liberec            | 2007–08            | Czech First League   | 14      | 1         | 0       | 0         | –            | –            | 14        | 1         |
| Slovan Liberec            | 2008–09            | Czech First League   | 27      | 5         | 0       | 0         | 2            | 0            | 29        | 5         |
| Slovan Liberec            | 2009–10            | Czech First League   | 29      | 5         | 0       | 0         | 4            | 0            | 33        | 5         |
| Slovan Liberec            | 2010–11            | Czech First League   | 13      | 2         | 0       | 0         | –            | –            | 13        | 2         |
| Slovan Liberec            | 2011–12            | Czech First League   | 1       | 0         | 0       | 0         | –            | –            | 1         | 0         |
| Slovan Liberec            | Tổng cộng          | Tổng cộng            | 84      | 13        | 0       | 0         | 6            | 0            | 90        | 13        |
| Konyaspor (mượn)          | 2010–11            | Süper Lig            | 9       | 0         | 0       | 0         | –            | –            | 9         | 0         |
| Rosenborg                 | 2011               | Tippeligaen          | 13      | 2         | 1       | 0         | 2            | 0            | 16        | 2         |
| Rosenborg                 | 2012               | Tippeligaen          | 27      | 10        | 4       | 6         | 12           | 7            | 43        | 23        |
| Rosenborg                 | 2013               | Tippeligaen          | 15      | 2         | 2       | 2         | 4            | 1            | 21        | 5         |
| Rosenborg                 | Tổng cộng          | Tổng cộng            | 55      | 14        | 7       | 8         | 18           | 8            | 80        | 30        |
| Sparta Prague             | 2013–14            | Czech First League   | 25      | 3         | 8       | 1         | –            | –            | 33        | 4         |
| Sparta Prague             | 2014–15            | Czech First League   | 29      | 10        | 4       | 1         | 12           | 1            | 45        | 12        |
| Sparta Prague             | 2015–16            | Czech First League   | 29      | 8         | 2       | 0         | 16           | 5            | 47        | 13        |
| Sparta Prague             | 2016–17            | Czech First League   | 11      | 4         | 1       | 0         | 6            | 1            | 18        | 5         |
| Sparta Prague             | Tổng cộng          | Tổng cộng            | 94      | 25        | 15      | 2         | 34           | 7            | 143       | 34        |
| Henan Jianye              | 2017               | Chinese Super League | 23      | 4         | 0       | 0         | –            | –            | 23        | 4         |
| Philadelphia Union (mượn) | 2018               | Major League Soccer  | 32      | 5         | 4       | 0         | –            | –            | 36        | 5         |
| Sparta Prague             | 2018–19            | Czech First League   | 3       | 0         | 0       | 0         | 0            | 0            | 3         | 0         |
| Sparta Prague             | 2019–20            | Czech First League   | 13      | 1         | 3       | 0         | 0            | 0            | 16        | 1         |
| Sparta Prague             | Tổng cộng          | Tổng cộng            | 16      | 1         | 3       | 0         | 0            | 0            | 19        | 1         |
| Tổng kết sự nghiệp        | Tổng kết sự nghiệp | Tổng kết sự nghiệp   | 333     | 65        | 29      | 10        | 58           | 15           | 420       | 90        |

### Bàn thắng cho đội tuyển
Tỉ số và kết quả liệt kê bàn thắng của Cộng hòa Séc trước.
| # | Ngày                 | Nơi tổ chức                               | Đối thủ    | Tỉ số | Kết quả | Giải đấu                                                       |
| - | -------------------- | ----------------------------------------- | ---------- | ----- | ------- | -------------------------------------------------------------- |
| 1 | 14 tháng 11 năm 2012 | Andrův stadion, Olomouc                   | Slovakia   | 3–0   | 3–0     | Giao hữu                                                       |
| 2 | 15 tháng 10 năm 2013 | Sân vận động Quốc gia Vasil Levski, Sofia | Bulgaria   | 1–0   | 1–0     | Vòng loại giải vô địch bóng đá thế giới 2014                   |
| 3 | 9 tháng 9 năm 2014   | Generali Arena, Praha                     | Hà Lan     | 1–0   | 2–1     | Vòng loại giải vô địch bóng đá châu Âu 2016                    |
| 4 | 10 tháng 10 năm 2014 | Sân vận động Şükrü Saracoğlu, Istanbul    | Thổ Nhĩ Kỳ | 2–1   | 2–1     | Vòng loại giải vô địch bóng đá châu Âu 2016                    |
| 5 | 13 tháng 10 năm 2014 | Astana Arena, Astana                      | Kazakhstan | 1–0   | 4–2     | Vòng loại giải vô địch bóng đá châu Âu 2016                    |
| 6 | 12 tháng 6 năm 2015  | Sân vận động Laugardalsvöllur, Reykjavík  | Iceland    | 1–0   | 1–2     | Vòng loại giải vô địch bóng đá châu Âu 2016                    |
| 7 | 4 tháng 9 năm 2020   | Tehelné pole, Bratislava                  | Slovakia   | 2–0   | 3–1     | Giải vô địch bóng đá các quốc gia châu Âu 2020-21 (giải đấu B) |